# A Greek and Arabic Lexicon
A Greek and Arabic Lexicon (GALex) ist das erste Wörterbuch zur Graeco-Arabistik und erfasst die arabischen Äquivalente für griechische Wörter, die in arabischen Übersetzungen erhaltener griechischer Texte aus dem Bereich der Naturwissenschaften, Medizin und Philosophie verwendet werden, welche aus der Zeit vom 8. bis zum 10. Jahrhundert stammen.
Grundlage der Erarbeitung sind im Wesentlichen in Texteditionen veröffentlichte und auch unveröffentlichte Glossare sowie verschiedene andere Quellen. Neben den lexikalischen Lemmata enthalten die Bände jeweils Indizes der griechisch-arabischen Entsprechungen, der griechischen Eigennamen und transliterierten Wörter, abweichender griechischer und arabischer Passagen und der griechischen Autoren, die in den Kontextpassagen zitiert werden.
Das Wörterbuch ist einerseits ein wichtiges Instrument für das Verständnis des Arabischen in seiner wissenschaftlichen und philosophischen Anwendung und damit für die Edition arabischer Texte, die direkt aus dem Griechischen übersetzt wurden oder deren Abfassung eine arabische Übersetzung eines griechischen Texts zugrunde lag. Andererseits bereichert es die Kenntnis des klassischen und byzantinischen Griechisch und der Rezeption griechischer Texte der Spätantike und der byzantinischen Literatur vor Photios im arabischen Raum. Durch das griechisch-arabische Glossar und den Index abweichender griechischer Passagen wird die Konstitution griechischer Texte, die ins Arabische übersetzt wurden, erleichtert.
Im Jahr 2002 ist das Wörterbuch zu den griechisch-arabischen Übersetzungen des 9. Jahrhunderts des Arabisten Manfred Ullmann mit zwei Supplementbänden (2006/2007) erschienen.

## Bibliographische Angaben
- Gerhard Endress, Dimitri Gutas: A Greek and Arabic Lexicon (GALex). Materials for a Dictionary of the Medieval Translations from Greek into Arabic. Brill, Leiden 1992- (= Handbuch der Orientalistik, Erste Abteilung: Der Nahe und der Mittlere Osten, Bd. 11)
  - Volume 1
    - Fascicle 1: Introduction – Sources – '–'khr. 1992. ISBN 9-004-09494-6
    - Fascicle 2: 'khr –'sl. 1993. ISBN 9-004-09893-3
    - Fascicle 3: 'sl –'ly. 1994. ISBN 9-004-10216-7
    - Fascicle 4: 'ly – 'n(n). 1997. ISBN 9-004-10489-5
    - Fascicle 5: 'n – 'wq. 1998. ISBN 9-004-10645-6
    - Fascicle 6: 'wl – 'yy. 2001. ISBN 9-004-12130-7
    - Fascicle 7: Loose hard cover with List of Sources and Corrigenda. 2001. ISBN 9-004-12517-5

  - Volume 2. ب to بين.
    - Fascicle 8: ب – bdl. 2006. ISBN 9-004-15725-5
    - Fascicle 9: bdn – brhn
    - Fascicle 10: بشر – بعد
    - Fascicle 11: بعد – بكى
    - Fascicle 12: بل – بيد.
    - Fascicle 13
    - Fascicle 14

## Rezensionen
- Remke Kruk, in: Journal of the American Oriental Society (1994)
- Kees Versteegh, in: Journal of the American Oriental Society 118, 1998, S. 108–109 JSTOR.